# Польські імена
Польські імена — особові імена і прізвища, які поширені серед поляків.
Як і в більшості країн Західної і Центральної Європи в офіційних документах особисте ім’я передує прізвищу. Зворотний порядок використовується  в упорядкованих за алфавітом списках, в тому числі в заголовках статей класичних енциклопедій.

## Особові імена
Особові імена старіші за  прізвища, які з’явилися тільки в епоху пізнього середньовіччя.

### Слов'янські імена
Слов'янські імена в Польщі були тісно пов'язані з магією і слов'янськими звичаями. З розвитком польської держави, родинна культура перебувала під сильним впливом християнства, через що багато старопольских імен збереглося лише в літературі. У широкому вжитку були збережені імена, які мали польські святі, наприклад, Казимеж, Станіслав, Войцех.

## Прізвища
Прізвища в Польщі починають з'являтися спочатку серед шляхти (XV-XVI ст.), потім поступово поширюються серед середнього класу і селянства. В останніх двох соціальних групах цей процес тривав до половини сімнадцятого століття. У  деяких областях  і в невеликому відсотку людей вона тривала аж до вісімнадцятого століття. У старій Польщі надання прізвищ керувалось звичаєвим правом.